# 多马尼科
多马尼科（義大利語：Domanico），是意大利科森扎省的一个市镇。总面积23平方公里，人口979人，人口密度42.6人/平方公里（2009年）。ISTAT代码为078050。